# Concili de Pisa

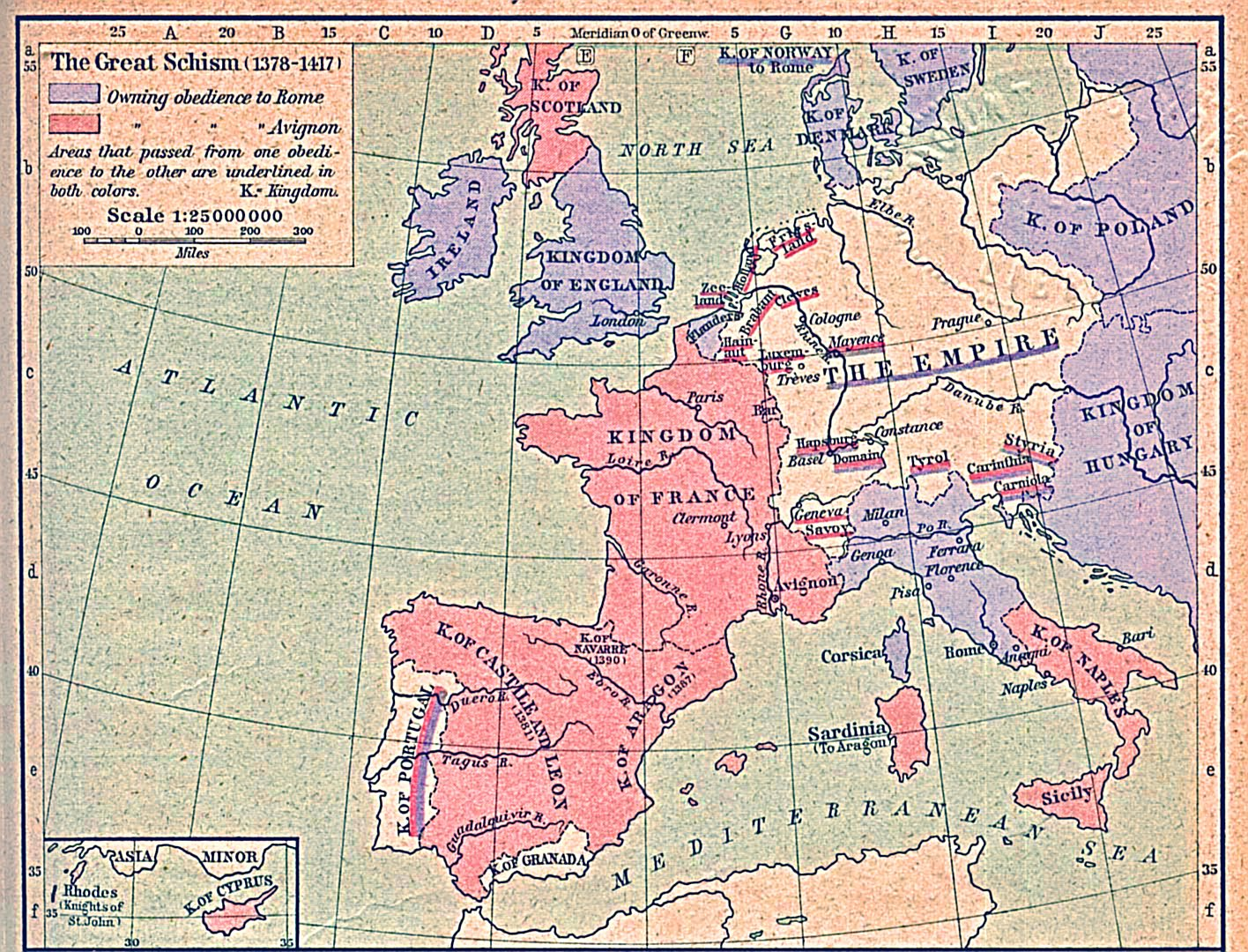
Mapa que mostra el suport a Avinyó (roig) i a Roma (blau) durant el Cisma d'Occident.

En la història de l'Església catòlica, el Cisma d'Occident és l'expressió utilitzada per fer designar el període de crisi viscut entre 1378 i 1417 durant el qual dos papes rivals, l'un establert a Roma i l'altre a Avinyó, es consideraven l'únic i legítim papa

## Antecedents
Entre els anys 1305 i 1377, Climent V, Joan XXII, Benet XII, Climent VI, Innocenci VI, Urbà V i Gregori XI residiren a Avinyó per motius de seguretat.
El 14 de gener de 1377; ara bé, un any i escaig després, el 27 de març de 1378, Gregori XI va morir i es va haver de reunir el Conclave per elegir un nou papa. El conclave es reuní el 7 d'abril i, l'endemà mateix, proclamà l'elecció com a nou papa de l'arquebisbe de Bari Bartolomeo Prignano com a Urbà VI, candidat de consens entre les tres faccions rivals del conclave: els cardenals italians, els cardenals francesos i els del partit de Llemotges; per altra banda, amb el fi d'assegurar-se que el nou papa no se'n tornés cap a Avinyó, els habitants de Roma pressionaren els cardenals amb manifestacions populars exigint que el nou papa fos romà o, si més no, italià. Un cop elegit papa, es mostrà autoritari i, per tal d'imposar els seus projectes de reforma eclesiàstica, s'enfrontà a la cúria cardenalícia, com també s'enemistà amb Otó de Brunswick, marit de Joana I de Nàpols.
Els cardenals contraris a Urbà VI, que anaven difonent la idea que l'elecció de Prignano com a papa havia estat il·legítima, acabaren reunint-se a Fondi, ciutat dominada per un senyor contrari a Urbà VI i proper a Joana de Nàpols, ara enemiga del nou papa. A més, el rei Carles V de França s'adreçà per carta als cardenals de Fondi demanant-los l'elecció d'un papa legítim, i que fos proper als interessos de França. En aquestes circumstàncies, el 20 de setembre de 1378, a Fondi fou elegit papa el cardenal Robert de Ginebra com a Climent VII

## El concili
Vers 1408, la majoria del cristianisme s'havia posicionat per la Via conventionis. Un grup de cardenals de Roma i un altre d'Avinyó es reuniren a Livorno (Itàlia) i, al final, acabaren convocant un Concili a Pisa a iniciar-se el 25 de març de 1409.
Tots els gairebé cinc-cents pares conciliars, entre els quals hi havia cardenals i bisbes, però, majoritàriament, teòlegs i juristes, eren conscients que el que havien de fer era destituir els dos papes rivals i elegir-ne un de nou. El 5 de juny de 1409, el Concili excomunicà Gregori XII i Benet XIII d'Avinyó, els quals havien rebutjat obeir l'ordre de comparèixer davant del concili, i el 26 de juny, elegiren papa Pere Philarghi, cardenal arquebisbe de Milà com a Alexandre V el qual, a la seva mort, fou succeït pel governador de Bolonya, sospitós d'haver-lo enverinat, Baldassare Cossa com a Joan XXIII.
Com que els concilis paral·lels convocats per Gregori XII a Aquilea i per Benet XIII a Perpinyà no aconseguiren pas eclipsar el Concili de Pisa, semblava que amb l'elecció d'Alexandre V ja s'havia resolt el cisma, sobretot després que el seu successor, Joan XXIII, aconseguís establir-se a Roma. Ara bé, si els papes de Pisa aconseguiren el suport de la majoria de l'Església: França, Anglaterra, Portugal, Bohèmia, Prússia, alguns països alemanys i d'Itàlia i del comtat de Venaissin, el cas és que Nàpols, Polònia, Baviera i una part d'Alemanya es mantingueren fidels a Gregori XII mentre que Aragó, Castella i Escòcia continuaren reconeixent Benet XIII. Per tant, s'havia passat de dos papes rivals a tres.
Per altra banda, el Concili de Pisa l'havia convocat un grup de cardenals sobre la idea que no havent-hi un papa únic i indiscutible, la Santa Seu estava vacant; ara bé, el 1409 l'únic cardenal creat abans de l'esclat del Cisma era, precisament, Pedro de Luna -Benet XIII-; tots els altres, doncs, devien el capell cardenalici a un dels dos papes rivals; si aquests papes no eren pas legítims, tampoc no ho deurien ser els cardenals creats per ells. A més, a Pisa s'havia plantejat la qüestió, que tornaria a aparèixer durant el segle xv, del conciliarisme, un corrent que considerava l'autoritat del Concili superior a la del Papa, trencant així amb la idea, sostinguda fins aleshores, del Papa com a màxim dipositari de l'autoritat a l'Església.